# Adela de Normandía
Adela de Normandía (1063-1137) fue una noble francesa, la sexta de las hijas de Guillermo el Conquistador y de Matilde de Flandes. Fue la hermana favorita del rey Enrique I, siendo conocida como una mujer muy educada —sabía hablar latín— y de espíritu elevado.

## Familia
Adela se casó en el año 1080 con Esteban II de Blois, conde de Blois, de Chartres, de Châteaudun, de Sancerre y de Meaux, con el que tuvo 10 hijos:
- Guillermo de Blois (1081-1150), quien presentaba una discapacidad mental, fue desheredado en favor de su siguiente hermano, siendo creado señor de Sully por su matrimonio; casado con Inés, heredera del señorío de Sully.

- Inés de Blois (1086-?), casada con Hugo le Pusiet (n.1088-m.1150).

- Leonor de Blois (1090-1147), casada con Ralf I de Vermandois (1085-1152) (el matrimonio fue anulado en 1141).

- Lithuise (Adela) de Blois (1092-1118), casada con Milón de Montlhéry, vizconde de Troyes (?-1118) (el matrimonio fue anulado en 1141).

- Teobaldo IV de Blois (1093-1152), apodado "el Grande", fue el sucesor de su padre en los condados de Blois, Chartres, Châteaudun, Sancerre y de Meaux; casado con Matilde de Carintia (n.1108-m.1160), entre sus descendientes se encuentran los reyes de Chipre, Jerusalén, Navarra, y Francia.

- Maud (Lucy) de Blois (1095-1120), ahogada durante el naufragio del barco Le Blanche-Neuf, en Barfleur, Normandía, el 25 de noviembre, casada con Ricardo de Avranches, conde de Chester, ahogado junto a su esposa (1094-1120).

- Esteban de Blois (1096-1154), rey de Inglaterra a la muerte de su tío Enrique I de Inglaterra en 1135.

- Enrique de Blois (1099-1 de julio de 1171), obispo de Winchester.

- Alicia de Blois (1100-1145), casada con Renaud de Joigny.

- Eudes de Blois (1102-1107).

Esteban era un hombre muy saludable, aguerrido y muy poco religioso; fue a causa de la petición de Adela por lo que decide partir a la Primera Cruzada, acompañando a su cuñado Roberto II de Normandía, hermano de Adela.
Adela fue regente de Blois durante la larga ausencia de su marido (1096-1098), quien hizo su regreso en desgracia por haber abandonado el sitio de Antioquía, por lo que hizo voto de volver a Tierra Santa, tras la toma de Jerusalén, partiendo en 1100. Adela volvió a quedar como regente (1101) y no volvería a verle nunca más.
Muerto Esteban, caído en la batalla de Ramla, el 19 de mayo de 1102, y siendo sus hijos aún menores de edad, continuó como regente de los condados de Blois, Chartres, Châteaudun, Sancerre y de Meaux, hasta que su hijo Teobaldo fue mayor y pudo gobernar por su cuenta. En 1111 su hijo Esteban partió a Inglaterra a la corte de su tío Enrique I de Inglaterra.
En 1120, una vez seguros los condados en las manos de su hijo, se retiró a la localidad de Marcigny-sur-Loire, en Marsella, donde murió el 3 de marzo de 1137, a los 74 años de edad.

## En la ficción
Fue interpretada por María Mera en la serie El final del camino, aunque la breve trama que protagoniza viajando a Galicia es ficticia.